# Hřbitov v Krásném Březně
Hřbitov v Krásném Březně je hřbitov v kdysi samostatné obci Krásné Březno, která se později stala součástí Ústí nad Labem. Nachází se na východním okraji města, v ulici Neštěmická nedaleko městské části Neštěmice.   

## Historie

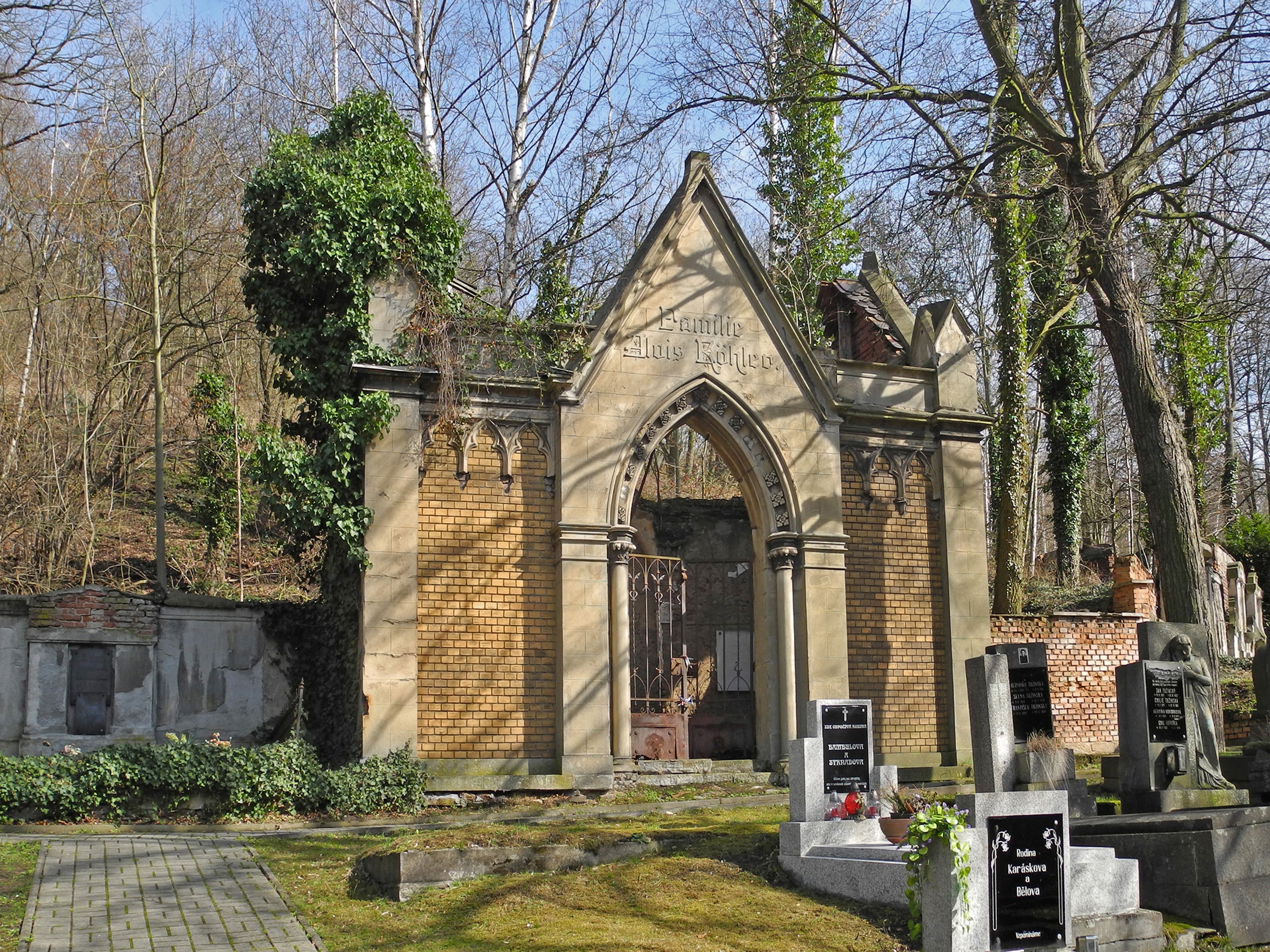
Novogotická kaple rodiny stavitele Aloise (Alwina) Köhlera

Nejstarší část hřbitova, jeho jižní část, byla vystavěna v první polovině 19. století na pozemku nad obcí jako nový hřbitov pro rostoucí aglomeraci Ústí nad Labem, kde s rozvojem průmyslu rostl počet obyvatel města. Použité stavební prvky jsou empírové. V této části byla roku 1903 stavebním podnikatelstvím ústeckého stavitele Julia Hausera zbudována neogotická hřbitovní kaple.   
Podél zdí areálu je umístěna řada hrobek významných obyvatel města, včetně několika kaplových hrobek. 
S odchodem téměř veškerého německého obyvatelstva města v rámci odsunu Sudetských Němců z Československa ve druhé polovině 40. let 20. století zůstala řada hrobů německých rodin opuštěna a bez údržby. Ve druhé polovině 20. století byl areál hřbitova dále rozšířen severním směrem.  

## Hroby významných osobností
- Carl Georg Wolfrum (1813–1888) – majitel textilních továren (barokně klasicistně secesní rodinná hrobka, autor Arpád Mogyorosy)
- Rodina Aloise (Alwina) Köhlera (1845–1923) – zakladatel úspěšného stavebního podniku (neogotická kaplová rodinná hrobka)
- Rodina Antona Baselta  – ?, (neogotická kaplová rodinná hrobka)
- Rodina Eckelmannova – zakladatelé a majitelé Likérky a drožďárny bratří Eckelmannů v Krásném Březně

- Rodina hrabat Kolowrat-Krakowských